# Астра (удружење)
АСТРА, пун назив Акција против трговине људима (енгл. ASTRA – Anti Trafficking Action), је организација посвећена искорењивању свих облика експлоатације и трговине људима,  посебно женама и децом, као и пружању подршке у потрази за несталом децом.

## Историјат
Удружење Астра почело је са радом 2000. године као локална организација и представља први директан друштвени одговор на проблем трговине људима, нарочито трговине женама и девојчицама.
Скреће пажњу шире јавности на проблем трговине људима и својим радом директно утиче на креирање законских решења која адресирају овај проблем. Сагледава све аспекте проблема и нуди конкретна решења и помоћ у циљу унапређења положаја жртава у систему и ван њега.
Садржи СОС линију (011785000) за подршку и помоћ жртвама трговине људима и пружање превентивних информација.

## Програми

### Превенција и едукација
Бави се сталним унапређивањем начина комуникације са јавношћу и велику пажњу посвећује подизању свести о проблему трговине људима. До сада је организовао и спровео шеснаест самосталних националних кампања, две crowdfunding кампање и партнерски учествовао у бројним домаћим и међународним иницијативама и кампањама.
Бави се развојем програма едукација намењених свим актерима са којима се (потенцијална) жртва трговине људима сусреће у систему – полиција, здравство, тужилаштво, просвета, медији, као и праксе које ће се примењивати у раду са жртвама и потенцијалним жртвама трговине.
Посебну пажњу посвећује раду са младима као нарочито осетљивом категоријом и због тога заједно са тимом вршњачких едукаторки и едукаторка реализује посебну врсту едукација намењених младима основношколског и средњошколског узраста.

### Директна помоћ жртвама и СОС телефон
СОС телефонску линију за подршку и помоћ жртвама трговине људима и особама у ризику покренула је марта 2002, а до краја 2021. је примила преко 50.000 позива. АСТРА СОС телефонска линија једина је акредитована линија ове врсте у Србији, специјализована за проблем трговине људима.
Услуге доступне жртвама трговине људима и њиховим породицама путем ове линије укључују саветовање и подршку у процесу тражења, идентификације, опоравка и реинтеграције, медицинску и психолошку помоћ и правну помоћ.
У оквиру програма директне помоћи развила је мрежу од тридесет адвоката специјализованих за заступање жртава трговине људима на суду, као и мрежу од двадесет психотерапеута различитих оријентација, обучених за рад са особама са траумом трговине људима. Од 2012. године координира Европским бројем за несталу децу 116 000, лиценциран од стране државе и покренут у сарадњи са међународном организацијом Missing Children Europe.

### Ширење утицаја – умрежавање, сарадња
Бави се унапређивањем система превенције трговине људима и подршке коју пружа цивилни сектор, умрежавањем и ширењем свог утицаја локално и глобално. Основала је Антитрафикинг мрежу Србије како би се и систем подршке и превенције децентрализовао у ускладио донекле са потребама жртава. Осам организација, чланица мреже, превасходно раде на превенцији трговине људима у својим заједницама. 
Астра је чланица Мреже жена против насиља и прЕУговор коалиције, неформалног удружења седам организација које прате процес ЕУ интеграција, посебно поглавља 23 и 24. На међународном нивоу, чланица је Мреже GAATW, Платформе Ла страда, ОМЦТ мреже, Организације Нестала деца Европе, ICMEC и ЕИН мреже. Од 2019. године има и ECOSOC статус.

### Истраживање, извештавање и заступање
Велику пажњу посвећује изради студија, анализи и извештајима тренутног стања са циљем његовог унапређења.
Увела је Фонд за компензацију жртвама, принцип некажњавања жртава трговине људима за кривична дела која су починиле под присилом и док су биле у ланцу трговине, увођење независног института Националног известиоца за борбу против трговине људима и друге. У другој половини 2021. увела је законски оквир националног известиоца за трговину људима као дела независног института Заштитника грађана.
Доприноси и изради већине међународних извештаја везаних за феномен трговине људима и женских људских права.

## Кампање
Неке од Астриних кампања су:
- Да будемо сви на броју!
- Колико си близу (трговини људима)?[6]
- 20 година борбе против трговине људима – 20 година борбе за људе
- Солидарно и заједно против ковида 19 и трговине људима
- Трговина људима није паралелна стварност већ сурова реалност – Не скрећи поглед!
- Покажимо некадашњим жртвама трговине људима да нису саме током пандемије
- Покажимо им да нису саме: Ургентна помоћ за жртве трговине људима и њихову децу
- Радна прав(д)а – сада!
- #НеВремеЗаЖене
- Радна експлоатација је стварна
- Миграције су ОК. О људима се ради
- Спречимо, заштитимо, надокнадимо
- СТОП радној експлоатацији
- Радна експлоатација, трговина људима, тежак и организован криминал
- СТОП трговини децом
- Голе чињенице
- Трговина децом – наша стварност
- Спасимо децу од трговине људима
- Постоји излаз
- Отвори очи